# Stadtschreiber von Bergen

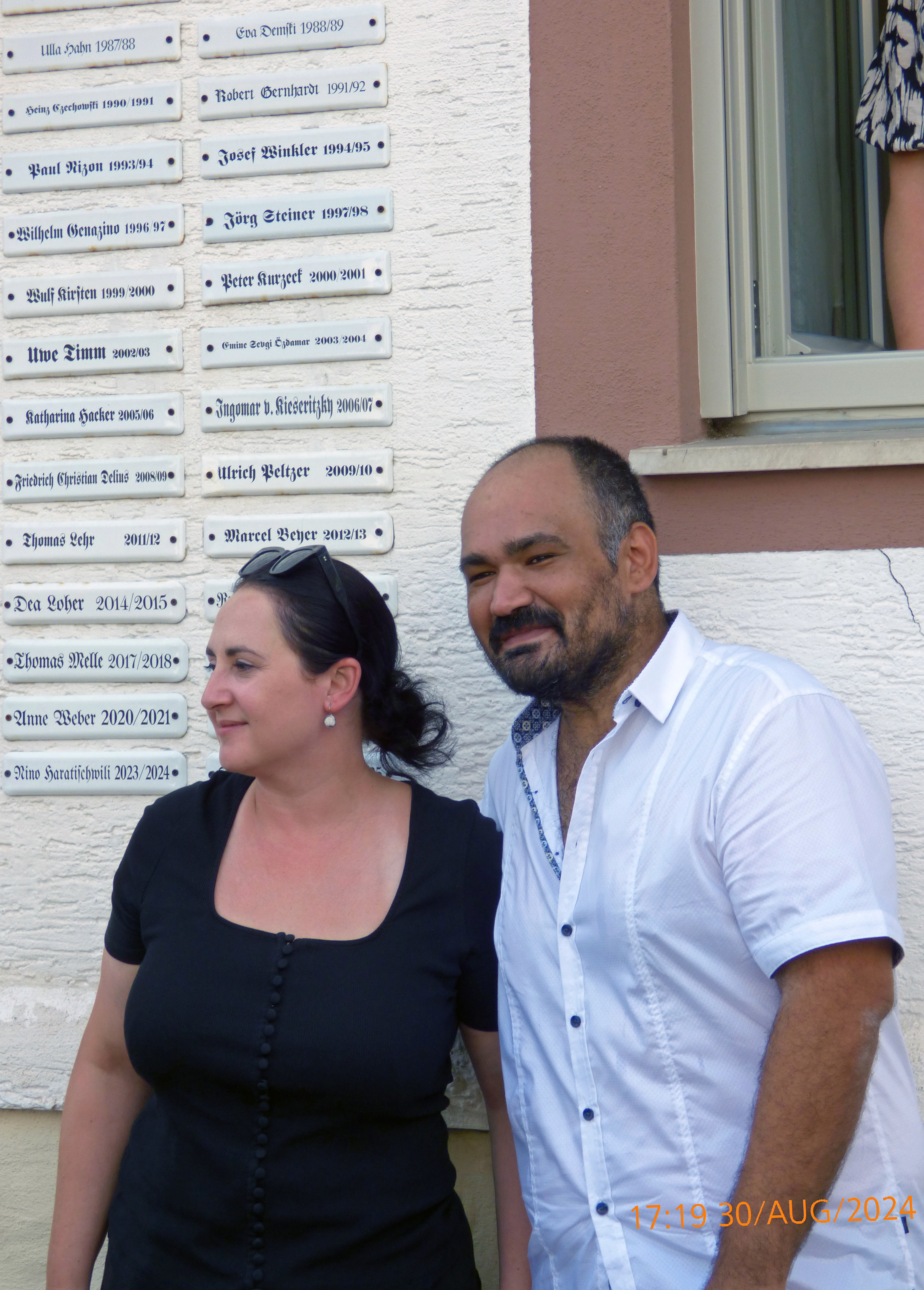
Nino Haratischwili und Dinçer Güçyeter 2024 vor dem Stadtschreiberhaus

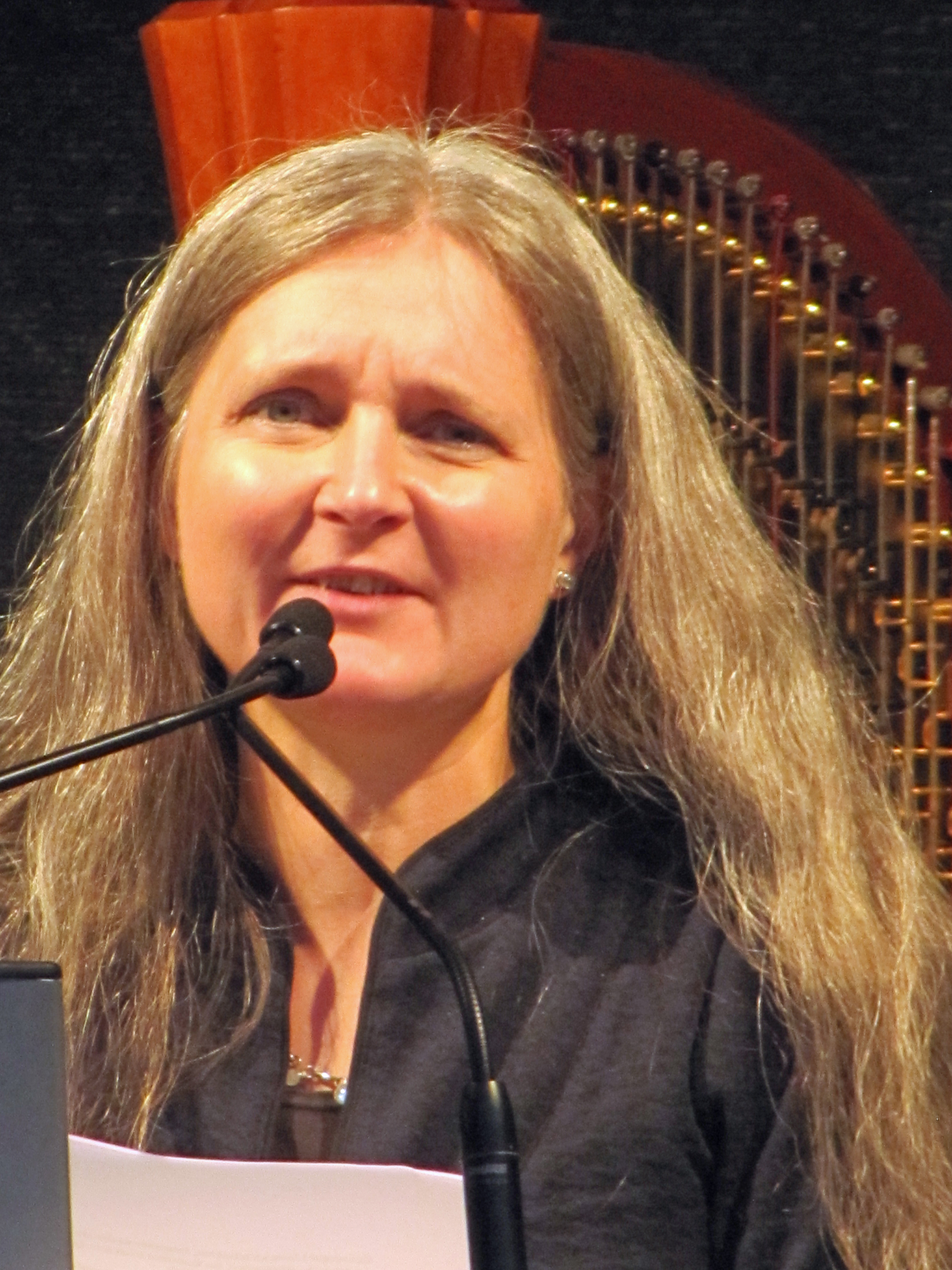
Marion Poschmann (2022/2023)

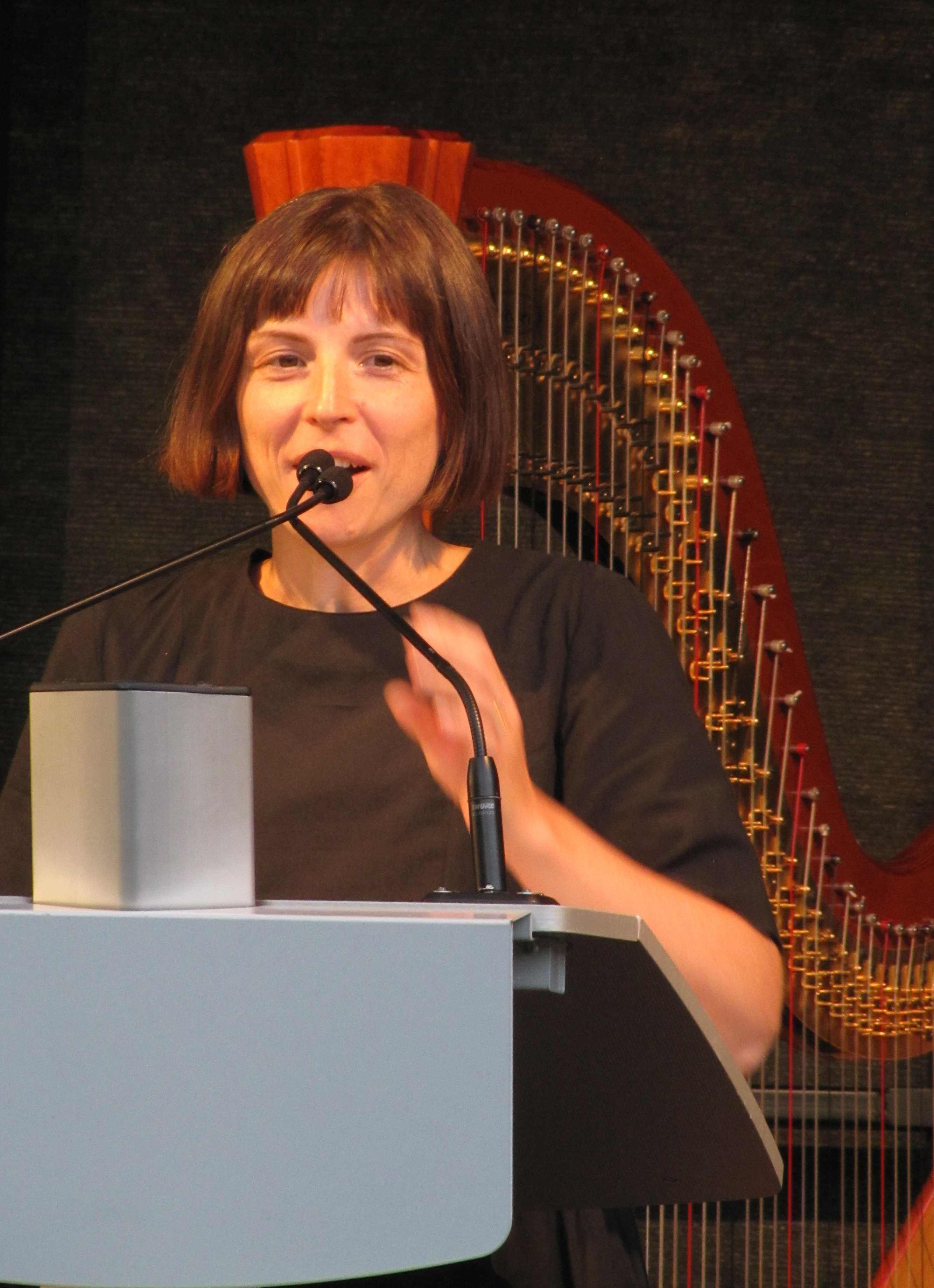
Dorothee Elmiger, bei ihrer Abschiedsrede (2022)

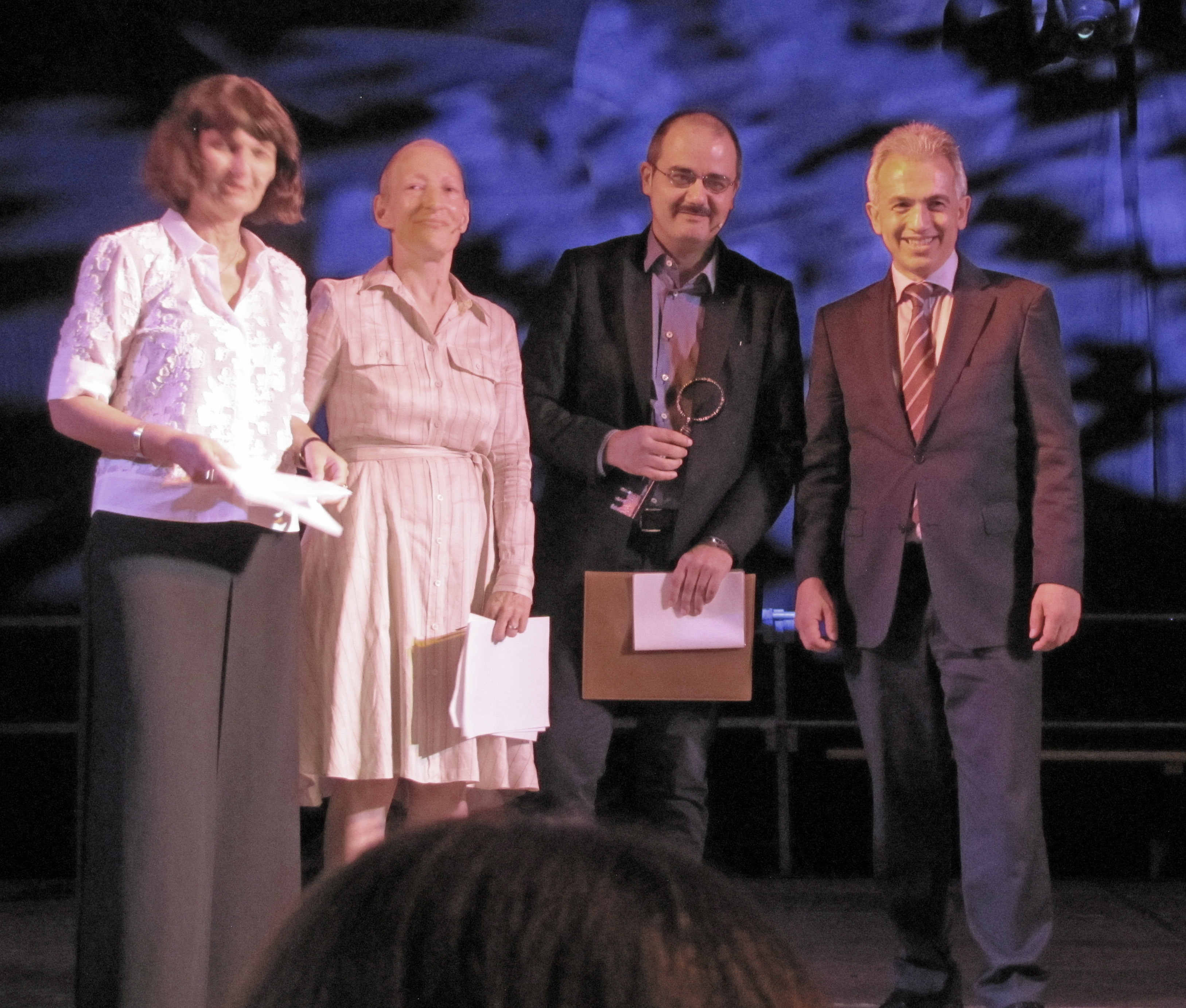
Schlüsselübergabe 2016, Ruth Schweikert an Sherko Fatah

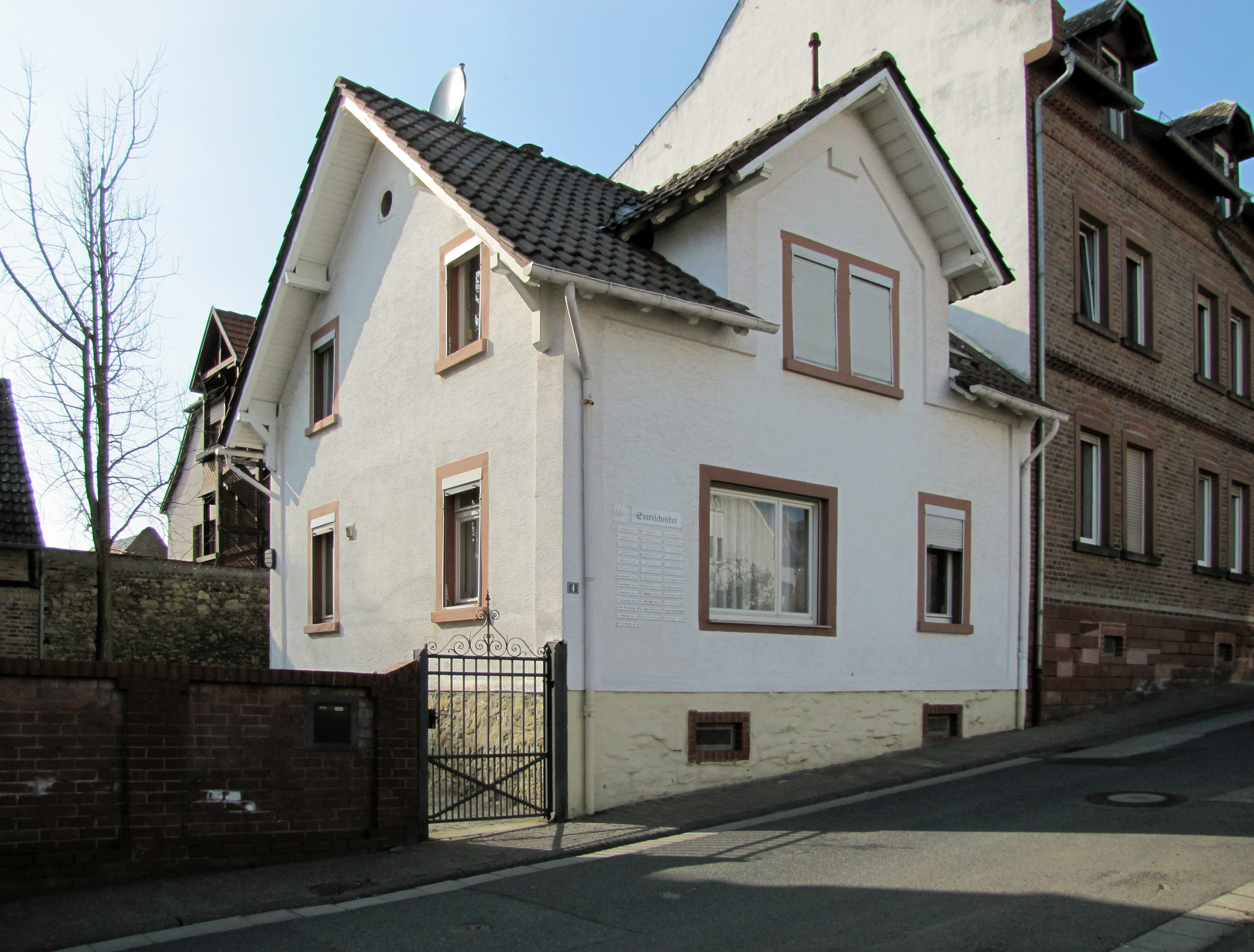
Stadtschreiberhaus

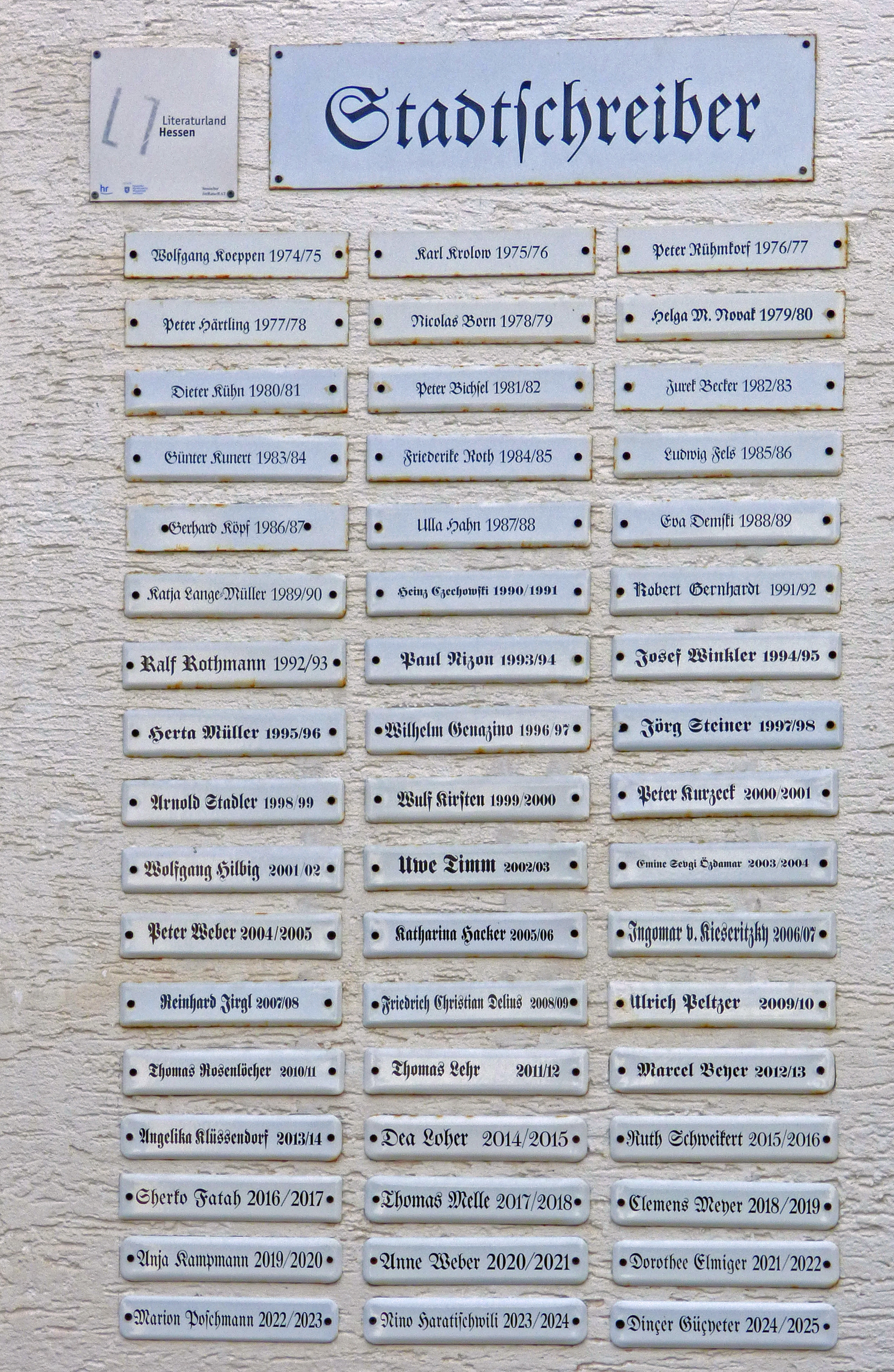
51 Namensschilder am Haus (bis Stadtschreiber/in 2024/25)

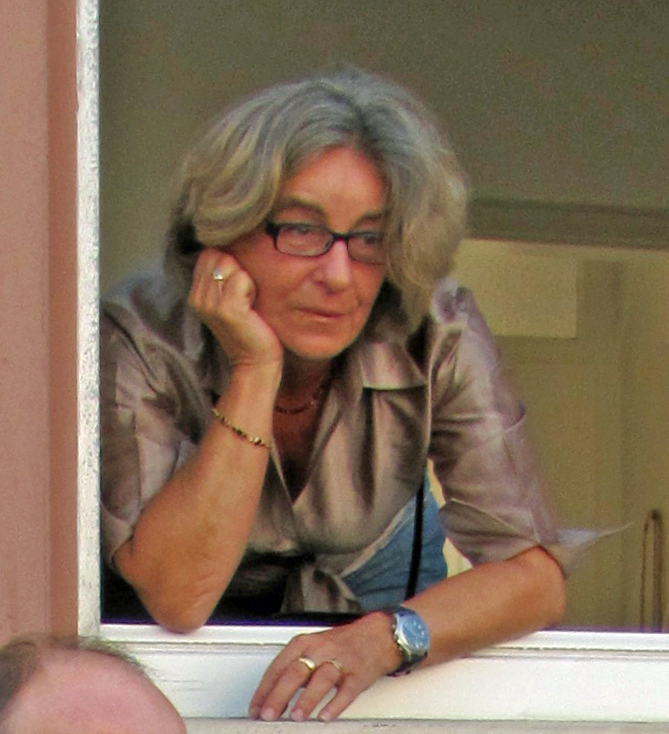
Adrienne Schneider (2011)

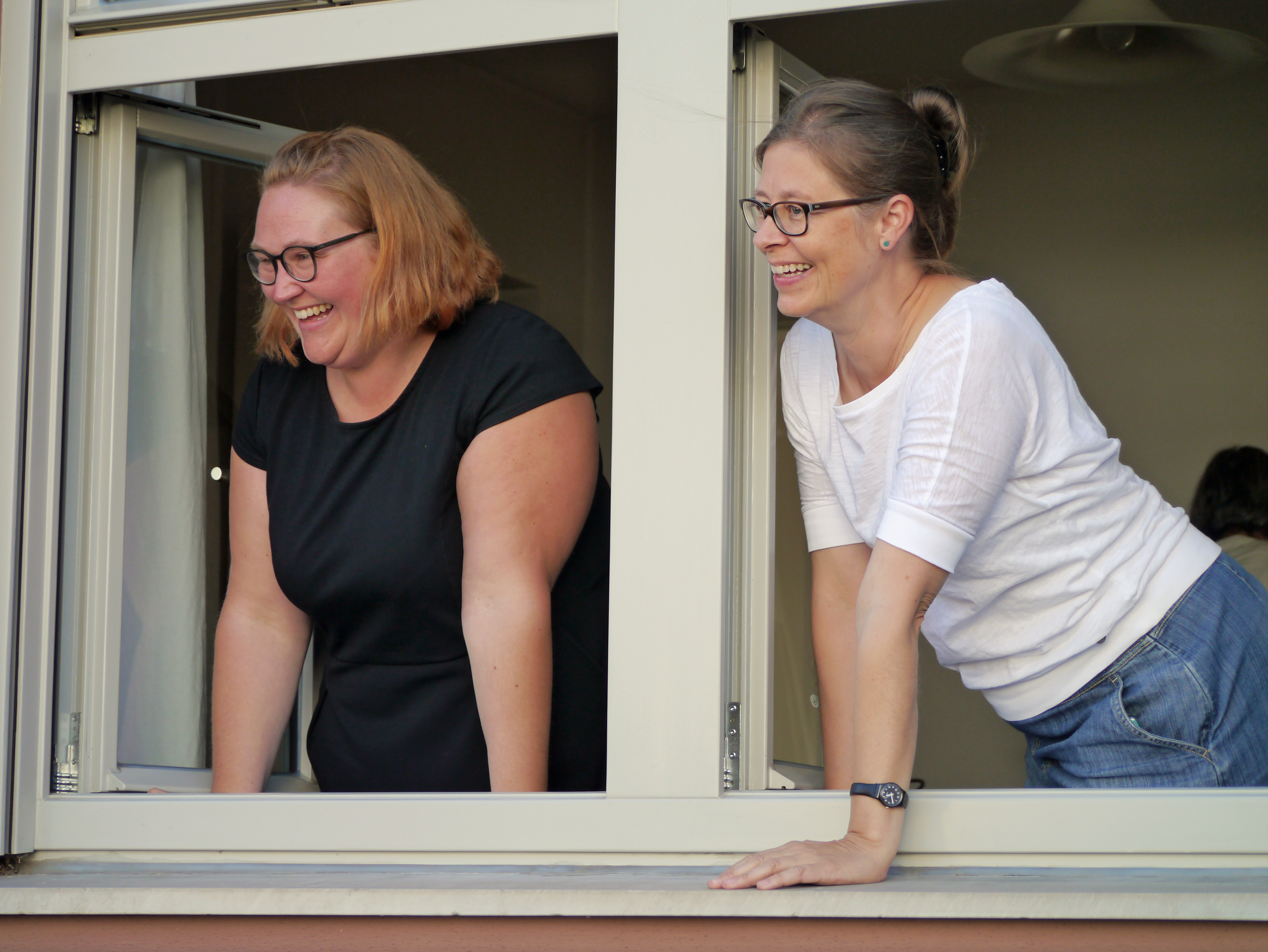
Anna Doepfner und Charlotte Brombach (2022)

Stadtschreiber von Bergen (Titel des Stadtschreibers in Bergen-Enkheim) ist ein Literaturpreis für deutschsprachige Autoren. Vor der Eingemeindung nach Frankfurt am Main wurde er von 1974 bis 1976 von der damaligen Stadt Bergen-Enkheim verliehen, und seit deren Eingemeindung in die Stadt Frankfurt am Main durch die Kulturgesellschaft Bergen-Enkheim im Auftrag der Stadt Frankfurt am Main. Die Auszeichnung „gilt als angesehenster Stadtschreiberpreis im deutschsprachigen Raum.“

## Geschichte
Der Preis wurde von Franz Joseph Schneider, Bürger von Bergen-Enkheim und Autor der Gruppe 47, begründet. Damit wurde der erste aus einer Reihe von Stadtschreiber-Preisen geschaffen (z. B. Mainz, Dresden). Dieser Literaturpreis ist jedoch deshalb einzigartig geblieben, weil dem ausgezeichneten Schriftsteller keinerlei Verpflichtungen auferlegt werden. Er umfasst einen Geldpreis von 20.000 Euro (Stand 2022/2023) und ein Jahr kostenfreies Wohnen im Stadtschreiberhaus in Bergen-Enkheim, „An der Oberpforte“ 4. Über die Vergabe des Preises entscheidet alljährlich eine neunköpfige Jury.
Die Verleihung erfolgt jedes Jahr am Freitagabend vor dem ersten Dienstag im September im Rahmen des Volksfestes „Berger Markt“. Dabei finden Schlüsselübergabe, Fest-, Antritts- und Abschiedsrede im Festzelt vor Hunderten von Besuchern statt. Ausnahmen davon, siehe unter: „Stadtschreiberfeste 2020 bis 2022“.
2009 richtete die Kulturgesellschaft Bergen-Enkheim in ihren Räumen ein Stadtschreiberarchiv ein, um Werke und das Wirken der Preisträger dauerhaft zu dokumentieren. Der Katalog enthält außer Primär- und Sekundärliteratur eine umfangreiche Artikelsammlung, Autographen, Tonträger und Dokumente vom ersten bis zum aktuellen Stadtschreiber.

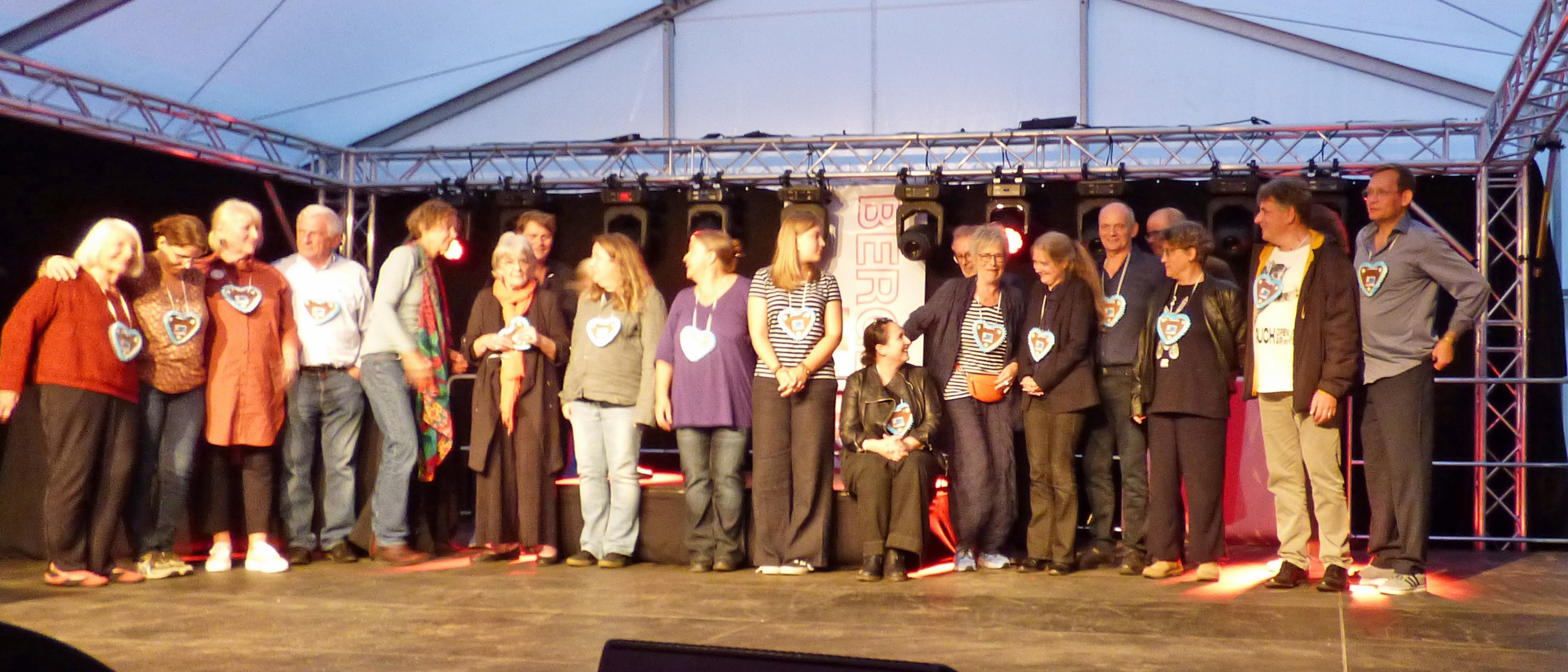
Alle zum 50. Stadtschreiberfest erschienenen Schreiberinnen und Schreiber oder Partner, Nachkommen oder Verwandte.

## Preisträger
| Jahr      | Preisträger                | Festredner                  |
| --------- | -------------------------- | --------------------------- |
| 2025/2026 | José F. A. Oliver          |                             |
| 2024/2025 | Dinçer Güçyeter            | Manja Präkels               |
| 2023/2024 | Nino Haratischwili         | Meron Mendel                |
| 2022/2023 | Marion Poschmann           |                             |
| 2021/2022 | Dorothee Elmiger           | Christian Uetz              |
| 2020/2021 | Anne Weber                 | Helmut Böttiger             |
| 2019/2020 | Anja Kampmann              | Hanns Zischler              |
| 2018/2019 | Clemens Meyer              | Jens Bisky                  |
| 2017/2018 | Thomas Melle               | Ahmad Mansour               |
| 2016/2017 | Sherko Fatah               | Valentin Groebner           |
| 2015/2016 | Ruth Schweikert            | Heinz Bude                  |
| 2014/2015 | Dea Loher                  | Willi Winkler               |
| 2013/2014 | Angelika Klüssendorf       | Jean Ziegler                |
| 2012/2013 | Marcel Beyer               | Marianne Leuzinger-Bohleber |
| 2011/2012 | Thomas Lehr                | Katja Lange-Müller          |
| 2010/2011 | Thomas Rosenlöcher         | Robert Misik                |
| 2009/2010 | Ulrich Peltzer             | Heribert Prantl             |
| 2008/2009 | Friedrich Christian Delius | Juli Zeh                    |
| 2007/2008 | Reinhard Jirgl             | Wilfried F. Schoeller       |
| 2006/2007 | Ingomar von Kieseritzky    | Michael Krüger              |
| 2005/2006 | Katharina Hacker           | Ulrich Beck                 |
| 2004/2005 | Peter Weber                | Galsan Tschinag             |
| 2003/2004 | Emine Sevgi Özdamar        | Roger Willemsen             |
| 2002/2003 | Uwe Timm                   | Mathias Greffrath           |
| 2001/2002 | Wolfgang Hilbig            | Friedrich Dieckmann         |
| 2000/2001 | Peter Kurzeck              | Ludwig Harig                |
| 1999/2000 | Wulf Kirsten               | Heiner Geißler              |
| 1998/1999 | Arnold Stadler             | Eva Demski                  |
| 1997/1998 | Jörg Steiner               | Lothar Baier                |
| 1996/1997 | Wilhelm Genazino           | György Dalos                |
| 1995/1996 | Herta Müller               | Jens Reich                  |
| 1994/1995 | Josef Winkler              | Georges-Arthur Goldschmidt  |
| 1993/1994 | Paul Nizon                 | Erhard Eppler               |
| 1992/1993 | Ralf Rothmann              | Hildegard Hamm-Brücher      |
| 1991/1992 | Robert Gernhardt           | Peter Bichsel               |
| 1990/1991 | Heinz Czechowski           | Iring Fetscher              |
| 1989/1990 | Katja Lange-Müller         | Günter Kunert               |
| 1988/1989 | Eva Demski                 | Daniel Cohn-Bendit          |
| 1987/1988 | Ulla Hahn                  | Hermann Burger              |
| 1986/1987 | Gerhard Köpf               | Erich Fried                 |
| 1985/1986 | Ludwig Fels                | Peter Härtling              |
| 1984/1985 | Friederike Roth            | Axel Eggebrecht             |
| 1983/1984 | Günter Kunert              | Heinrich Albertz            |
| 1982/1983 | Jurek Becker               | Adolf Muschg                |
| 1981/1982 | Peter Bichsel              | Max Frisch                  |
| 1980/1981 | Dieter Kühn                | Peter Rühmkorf              |
| 1979/1980 | Helga M. Novak             | Dieter Lattmann             |
| 1978/1979 | Nicolas Born               | Martin Walser               |
| 1977/1978 | Peter Härtling             | Alfred Grosser              |
| 1976/1977 | Peter Rühmkorf             | Walter Jens                 |
| 1975/1976 | Karl Krolow                | Günter Grass                |
| 1974/1975 | Wolfgang Koeppen           | Marcel Reich-Ranicki        |

## Jury
- Alexandra Weizel, Vorsitzende als (gegenwärtige) Ortsvorsteherin
- der jeweils amtierende Stadtschreiber, Fachjuror
- Marcel Beyer, Fachjuror
- Helmut Böttiger, Fachjuror
- Peter Weber, Fachjuror
- Charlotte Brombach, Bürgerjurorin
- Anna Doepfner, Bürgerjurorin
- Adrienne Schneider, Bürgerjurorin, Programmleiterin Literaturhaus Darmstadt, Tochter von Franz Joseph Schneider
- Ulrich Sonnenschein, Bürgerjuror

## Stadtschreiberfeste 2020 bis 2022
Wegen der COVID-19-Pandemie in Deutschland musste 2020 ein von der bisherigen Routine abweichendes Organisationsverfahren für das Stadtschreiberfest konzipiert werden. Dazu wurde die Veranstaltung statt im Zelt im Freien abgehalten und die Teilnehmerzahl auf 250 Personen beschränkt.

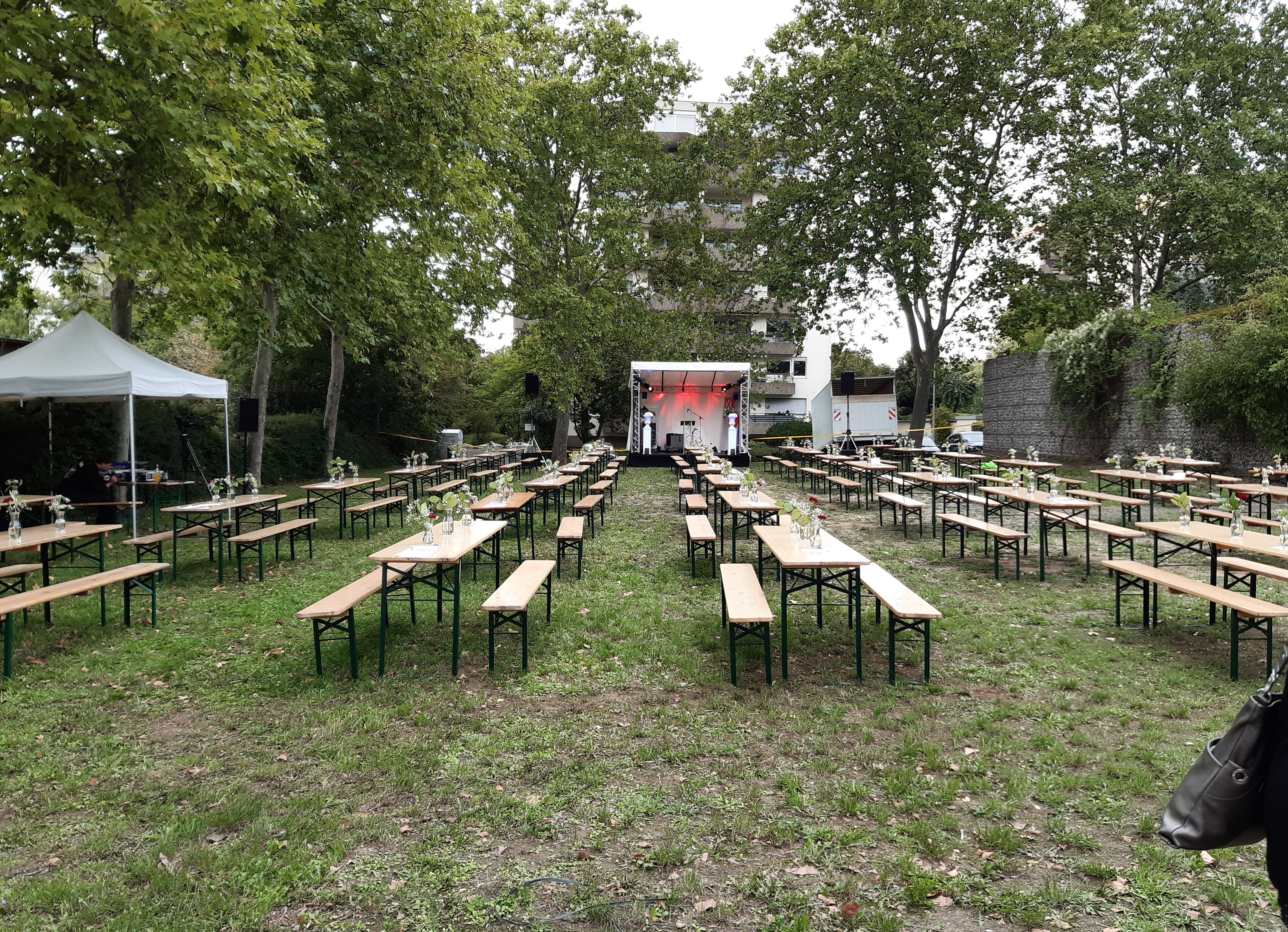
Festgelände 2020–2022

2021 fand die Veranstaltung unter ähnlichen Bedingungen und an gleicher Stelle wie 2020 statt (Open Air).
Das Stadtschreiberfest 2022 wurde, aufgrund der Vakanz in der Leitung der Kulturgesellschaft Bergen-Enkheim, dieses Mal allein durch ehrenamtliche Bürgerinnen und Bürger organisiert. Eine Festrednerin oder ein Festredner für die Veranstaltung konnte durch sie jedoch nicht eingeladen werden.
Wegen der unbesetzten Geschäftsführerstelle fand 2022 auch kein Berger Markt statt.